# Hohenlandin
Hohenlandin ist ein bewohnter Gemeindeteil im Ortsteil Landin der Stadt Schwedt/Oder im Landkreis Uckermark in Brandenburg.

## Geografie und Verkehrsanbindung
Hohenlandin liegt nordwestlich von Niederlandin. Östlich verläuft die B 166, südlich erstreckt sich das rund 123 ha große Naturschutzgebiet Landiner Haussee und verläuft die B 2.

## Geschichte

### Urkundliche Wiege der Uckermark
Die Ersterwähnung von Ort und Gut Hohenlandin stellt zugleich ein Novum dar und vereint parallel die Nennung der Uckermark. Im Kontrakt des Friedens zu Landin 1250 steckt im übertragenen Sinne die Geburtsurkunde. Konkrete wissenschaftliche Fachbeiträge aus dem Umfeld der Berliner Gesellschaft für Anthropologie, Ethnologie und Urgeschichte geben bei der Richtigkeit immer Landin, also nicht Nieder- oder Hohen-Landin, als Standort an.

### Rittergut
Zum Chronisten des Ortes wurde der Berliner Verleger Alexander Duncker. In seinen über drei Jahrzehnten veröffentlichten Lithographien der preußischen Herrensitze dokumentiert er die Geschichte der Güter und somit der dazugehörigen Ortschaften. Zu Hohenlandin führt um 1500 als Besitzer die Gebrüder von Biesenbrücher auf. Einhundert Jahre später Berndt von Biesenbrow und Peter von Wichmannsdorf. So können jener Zeit zwei Güter im Ort Bestand haben, was für den nordbrandenburgischen Raum nichts ungewöhnliches wäre. 1674 folgt Peter Ernst von Wichmannsdorf, zehn Jahre danach Johann von Howeck. Mit dem Lehnssekretär Daniel von Stephany, seines Zeichens auch Chur-Brandenburgischer Geheimer Hof- und Kammergerichts-Rath, kommt Hohenlandin durch Kauf in die Hände eines Staatsbeamten. Bis 1775, hier erstandt Friedrich Wilhelm von Beer das Rittergut für die enorme Summe von 35500 Thaler. Seine Tochter Wilhelmine Amalie heiratete den Generalmajor August Friedrich Wilhelm von Zastrow und Hohenlandin wurde so ein Heiratsgut.

### Warburg House
Am 17. Juni 1798 erwarb der Rittmeister Adolph Friedrich von Warburg Hohenlandin. Der Chronist führt als Kaufwert 80.000 Thaler auf. Die Familie von Warburg stammte aus Mecklenburg, respektive hatte dort ihre Besitzungen. Markantester Vertreter auf Hohenlandin war der spätere Generalmajor Friedrich Wilhelm von Warburg. Letzte Warburg’s in Hohenlandin waren dessen Witwe Auguste, geborene Gräfin von Blankensee-Fircks, respektive der Sohn Wilhelm Georg von Warburg (1820–1885). Warburg jun. begann seine Karriere als Zögling auf der Ritterakademie Brandenburg. Warburg House ließ er auf den Fundamenten des alten Herrensitzes 1860/1861 errichten. Es gilt als faktischer Neubau. Als Architekt gilt Ferdinand Neubert-Wrietzen. Umsetzung fand ein strukturiertes Gesamtensemble. Wilhelm Georg von Warburg war zweimal verheiratet, erst mit Klara von Wedel, dann mit Elise von Arnim. Warburg verkaufte Schloss und Gut Hohenlandin 1865 und zog nach Dresden. Zum Gutsareal gehörte das Vorwerk Augustenhof.

### Gutsbesitzerfamilie Müller
Schon im 1879 erstmals amtlich publizierten Generaladressbuch der Rittergutsbesitzer in Preußen nennt Familie Müller als Eigentümer von Schloss und Gut Hohenlandin. Das Rittergut hatte einen Umfang von 1019 ha inklusive rund 22 ha Wasser. Um 1900 sind dann Kurt und Bernhard Müller gleichberechtigt die Gutsbesitzer am Ort.
Die Familie Müller findet sich dann in allen Güteradressbüchern der Provinz Brandenburg. Die letzte Ausgabe stammt aus der Zeit vor der großen Wirtschaftskrise, um 1929/1930, benannt werden die R. Müller’sche Erben. Verwalter des Gutes ist Ferdinand Loechel. Er wird als Administrator bezeichnet. Administratoren wurden von den landwirtschaftliches Kreditinstituten, den Ritterschaftsbanken, bestellt und übten eine Oberaufsicht über die Finanzen der großen landwirtschaftlichen Betriebe aus. Das Rittergut hatte jener Zeit noch eine Größe von 1046 ha. Der Besitz selbst könnte sich durch die wirtschaftlichen Verhältnisse bis zur Bodenreform verkleinert haben. Seit 1928 waren das Dorf und das Gut Hohenlandin eine gemeinsame Ortschaft.

### Förderverein Wiege der Uckermark
Für die Wiege der Uckermark und der Sicherung des historisch wertvollen Baukörpers der Ruine des Herrenhauses Hohenlandin wurde ein Förderverein gegründet.

## Sehenswürdigkeiten

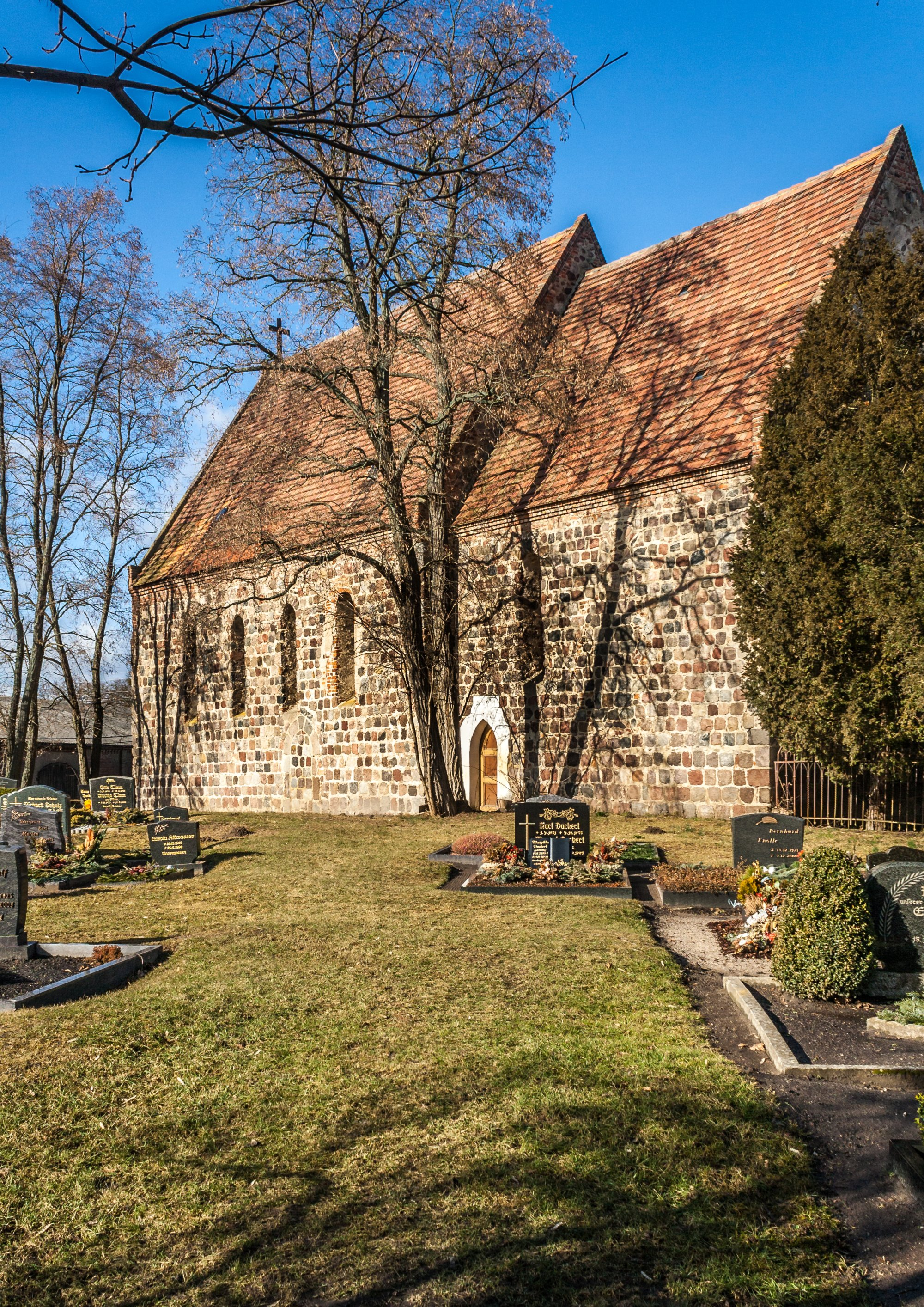
Dorfkirche Hohenlandin (2012)

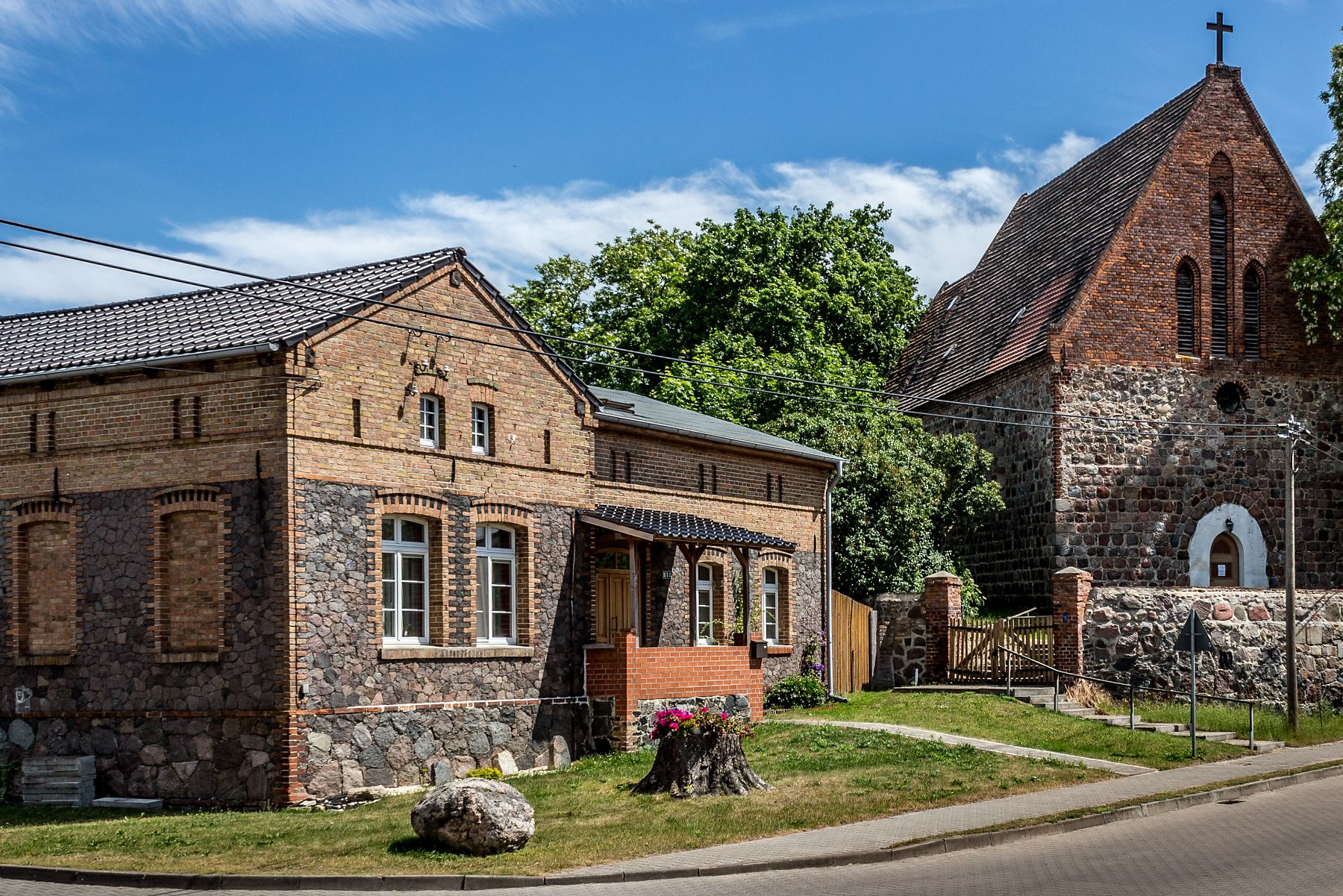
Dorfschule Hohenlandin (2015)

Als Baudenkmale sind ausgewiesen (siehe Liste der Baudenkmale in Schwedt/Oder#Hohenlandin):
- Gutsanlage, bestehend aus Gutshaus (Ruine), Gutspark, Wirtschaftshof. Das ehemalige Schloss wurde 1861 im Tudorstil errichtet. Im Westen des Schlosses befindet sich der im Jahr 1822 von Lenné entworfene Park. (Schlossstraße 7a)
- Die evangelische Dorfkirche Hohenlandin, ein frühgotischer Feldsteinbau, stammt aus der zweiten Hälfte des 13. Jahrhunderts. Nach einem Brand durch Blitzeinschlag 1945 wurde die Kirche zur Ruine. Bis 1957 wurde die Kirche dann wieder ausgebaut und mit einer neuen einfachen Einrichtung versehen. Die Ausstattung im Inneren ist neugotisch (Schlossstraße 12).
- Dorfschule (Schlossstraße 14)

## Persönlichkeiten
- Friedrich Wilhelm von Warburg, Gutsherr auf Hohenlandin, Generalmajor